# Maritime Jewel
O Maritime Jewel é um navio-petroleiro de casco duplo construído no ano de 2000; o seu comprimento é de 1 100 pés (340 m) e sua largura é de 190 pés (58 m). Ele era conhecida como MV Limburg até 2003.

## História

### Atentado
Em 6 de outubro de 2002, MV Limburg estava carregando 397 000 barrils (63 000 m3) de óleo bruto a partir do Irão para a Malásia, e foi para o golfo de Áden, ao largo do Iémen para pegar outra carga de petróleo. Ele foi registada sob uma bandeira francesa e havia sido fretado pela Malásia, da empresa Petronas.
Enquanto ela estava a alguma distância da costa, bombistas suicidas bateram num bote carregado de explosivos no lado estibordo do petroleiro. Após a detonação, o navio pegou fogo e cerca 90 000 barrils (14 000 m3) de óleo vazaram no Golfo de Aden. Apesar de as autoridades iemenitas inicialmente afirmaram que a explosão foi causada por um acidente, investigações posteriores encontraram vestígios de TNT no navio danificado.
Um membro da tripulação, de 38 anos, búlgaro chamado Atanas Atanasov, foi morto, e outros 12 membros da tripulação ficaram feridos.
O incêndio foi extinto, e quatro dias depois o MV Limburg foi rebocado para Dubai, emirados Árabes Unidos. O navio foi renomeado Maritime Jewel, e comprado pelo Tanker Pacific, e reparado em Dubai Drydocks de março a agosto de 2003.

#### Impacto económico
O ataque causou a curto prazo o colapso do transporte no Golfo de Aden, assim como a nível internacional e como resultado, o custo para o Iémen foi de $3,8 milhões por mês nas receitas portuárias.

#### Responsabilidade
A Al-Qaeda reivindicou a responsabilidade pelo ataque no website Jehad.net, que já foi encerrado. O Osama bin Laden , emitiu uma declaração em que dizia:
Ao explodir um petroleiro no Iémen, os guerreiros sagrados atingiram a corda umbilical e linha de vida da comunidade crusada, fazendo lembrar ao inimigo o custo pesado do sangue e gravidade das perdas que teram que perdurar pela sua agressão repetida às nossas comunidades e saqueamento das nossas riquezas.
 Em 3 de fevereiro de 2006, Fawaz Yahya al-Rabeiee, que tinha sido condenado à morte pelo ataque ao MV Limburg, e 22 outros suspeitos ou membros condenados da Al-Qaeda escaparam da prisão no Iémen. Entre eles estava Jamal al-Badawi, que dirigiu o ataque ao USS Cole de 12 de outubro de 2000. Dos 23 fugitivos, 13 haviam sidos condenados pelo ataques de Cole e Limburg. Em 1 de outubro de 2006, al-Rabeiee e Mohammed Daylami foram mortos a tiro pelas forças de segurança Iemenitas durante os ataques em dois edifícios na capital Saná. Um dos cúmplices de al-Rabeiee também foi preso durante os ataques.
Em fevereiro de 2014 Ahmed al-Darbi se declarou culpado perante a comissão militar de Guantánamo para ajudar a planear vários ataques terroristas marítimas, incluindo o ataque do Limburg. Por altura do ataque, al-Darbi já tinha sido detido em Guantanamo.